# Pasikî, Ohtîrka
Pasikî (în ucraineană Пасіки) este un sat în comuna Oleșnea din raionul Ohtîrka, regiunea Sumî, Ucraina.

## Demografie
Componența lingvistică a localității Pasikî
     Ucraineană (100%)
Conform recensământului din 2001, toată populația localității Pasikî era vorbitoare de ucraineană (100%).